# Andrew Irvine
Andrew Comyn "Sandy" Irvine (8 de abril de 1902-8 o 9 de junio de 1924) fue un estudiante de ingeniería que participó en la expedición británica al Everest de 1924. Desapareció en junio de ese año en algún lugar de la cara norte junto con su compañero George Mallory, mientras intentaban realizar la primera ascensión a la montaña más alta del mundo. La pareja fue vista por última vez a unos cientos de metros de la cima, y aún persiste la duda sobre si consiguieron hacer cumbre. 
El primer hallazgo de los restos parciales de Irvine se produjo justo cien años más tarde, en 2024, cuando se encontró una bota y un pie en su interior en el glaciar de Rongbuk, la posición final del cuerpo, que posiblemente fue arrastrado hasta ese sitio por avalanchas.

## Biografía
Irvine nació en Birkenhead, Inglaterra, en una familia con raíces inglesa, galesa y escocesa. Se educó en las escuelas de Birkenhead y Shrewsbury y, posteriormente, en Merton College, Oxford para estudiar ingeniería. Un buen deportista, Irvine destacó en remo y fue el remero número 5 de la tripulación de Oxford que ganó la Regata Oxford-Cambridge de 1923, que fue la única victoria de Oxford entre 1913 y 1937. 
Andrew Irvine era bondadoso, expresivo, tímido y creativo. Era de complexión fuerte, alto, ancho de hombros y estaba en muy buena forma. Poseía una capacidad natural para la ingeniería y para arreglar o mejorar cualquier objeto mecánico. Durante la Primera Guerra Mundial, siendo todavía un escolar, envió a la Oficina de Guerra un diseño para un interruptor mecánico que permitía disparar una ametralladora desde un avión a través de la hélice sin dañar las aspas.

## La expedición al Everest
En 1923 Irvine fue elegido para una expedición universitaria a Spitsbergen, donde destacó en todos los aspectos. Siguiendo la recomendación de Noel Odell, jefe de la expedición, Irvine fue seleccionado para la "Tercera Expedición Británica" al Monte Everest. Todavía no se había licenciado y contaba con 21 años de edad.
Su compañero y amigo George Mallory posteriormente escribió a su mujer, después de zarpar para el Himalaya que se podía confiar en Irvine en todos los aspectos menos para conversar. Ya con la expedición realizó innovaciones importantes en los equipos de oxígeno de la expedición, mejorando su funcionamiento.
La ascensión comenzó a principios de junio, y el último día que los escaladores fueron vistos fue el 8 de junio de 1924. Noel Odell informó de haberlos visto a través de un telescopio subiendo hacia la cima a las 12:50 del mediodía. Nunca volvieron al Campamento Base y se desconoce si consiguieron llegar a la cima. 
En 1933, aproximadamente nueve años después de la desaparición de Mallory e Irvine, Sir Percy Wyn-Harris intentó escalar el Everest e igualó la altura comprobable en el registro de Norton de 8.573 m (28.126 pies). Alrededor de 8380 m (27.500 pies), justo debajo del primer paso, Wyn-Harris descubrió el piolet de Irvine, en la zona izquierda de la tentativa de Mallory e Irvine en 1924. El piolet de Irvine fue encontrado sobre una roca en un área de gradiente relativamente apacible y unos han postulado desde entonces, sin conseguir probarlo definitivamente, que esta posición podría indicar el posible sitio en el que se produjo la caída.

## La Expedición de búsqueda y siguen las dudas
En 1999, el cuerpo de Mallory fue encontrado a 8.155 m (26.760 pies) en la Cara Norte del Everest por la Expedición de búsqueda de Mallory e Irvine. Dos detalles a destacar cuando se descubrió el cuerpo de Mallory, se especula con que más lejos se abastecieron de combustible, además no se puede determinar con certeza el hecho de que ambos coronaran la cumbre aquel mismo día de 1924:
- En primer lugar, la hija de George Mallory siempre decía que su padre llevaba una fotografía de su esposa con él con la intención de dejarla en la cima cuando la alcanzase. Esta foto no fue encontrada en su cuerpo cuando se hallaron sus restos en el Everest. Considerando el excelente estado de conservación del cuerpo y el de sus pertenencias, el hecho de no encontrar la foto con él sugiere que pudiera haber alcanzado la cumbre y haberla depositado allí.

- En segundo lugar, las gafas protectoras de nieve de Mallory estaban en su bolsillo cuando fue encontrado su cuerpo, esto hace indicar que probablemente él muriera de noche. Tanto él como Irvine podrían haber hecho el asalto a la cumbre y la noche se les echó encima en el momento de iniciar el descenso. Considerando su tiempo conocido de salida y sus movimientos, puede que ellos no alcanzaran la cumbre, es improbable que estuvieran tan tarde fuera hasta el anochecer.

Aunque ninguno de estos detalles es concluyente, lo que podría ser la prueba definitiva sería la recuperación de las imágenes contenidas en las cámaras que ambos escaladores llevaban. Lamentablemente, ninguna de las dos cámaras que llevaron en su expedición ha sido encontrada. Muchos han especulado que Irvine podría haber estado llevando una de las cámaras cuando murieron. Los expertos Kodak han declarado que si una de las cámaras es encontrada con la película, es muy probable que la película pudiera producir "imágenes impresas", debido a la naturaleza de la película en blanco y negro que fue usada y el hecho que, en efecto, ha estado en "el congelador" durante más de tres cuartos de siglo.
En 1975, un escalador chino llamado Wang Hongbao explicó haber visto el cuerpo de un "inglés muerto" cerca de la cumbre. Él relató el descubrimiento a Ryoten Hasegawa, un alpinista japonés, en 1979. Sin embargo, antes de poder conseguir más información, Wang falleció en una avalancha al día siguiente. Todo indica para la mayor parte de analistas que el cuerpo que él vio habría sido el de Mallory, como el campamento de Wang estaba sobre una línea de nivel respecto al cuerpo que él vio. Inspirado por la importancia del descubrimiento del cuerpo de Irvine y la cámara que tiene un valor inestimable, expediciones de investigación de gran altura invirtieron semanas en el Monte Everest en 2001, 2004, y 2005, pero poco más se consiguió saber de lo que ya se conocía sobre su destino; la especulación y el debate siguen, como lo que se conoce en círculos de alpinismo como "el Misterio de Mallory e Irvine."

## Hallazgo de los restos de un pie 100 años después
En septiembre de 2024, un equipo documentalista de National Geographic liderado por Jimmy Chin encontró una bota pegada al hielo del glaciar de Rongbuk. El cuero viejo y las tachuelas adheridas a la suela enseguida indicaron que se trataba de material utilizado en las primeras expediciones británicas al Everest. Descubrieron dentro restos de un pie y un calcetín, que tiene cosido una etiqueta con la inscripción: «AC IRVINE». Según Chin, la bota estaba incrustada en el glaciar y habría emergido a la superficie solo unos días antes del hallazgo. No se indicó la ubicación exacta, pero los restos reposan a unos 7000 pies —aproximadamente 2100 metros— por debajo del lugar donde se halló el cuerpo de Mallory. Al enterarse de la noticia, la sobrina nieta de Irvine, Julie Summers, sostuvo que en algún momento el cuerpo pudo haber sido arrastrado hasta allí por avalanchas y que de ese modo acabó fundido al glaciar.

## Eponimia
El asteroide (6825) Irvine fue nombrado en 1999, en memoria de este alpinista.